# Aboriginal History
Aboriginal History (с англ. — «История Аборигенов») — научный журнал открытого доступа. Основан и публикуется одноимённым обществом, входящим в состав Австралийского национального университета, с 1977 года. В качестве сооснователя и первого главного редактора выступила австралийская учёная-антрополог и историк канадского происхождения Дайана Барвик. Он охватывает междисциплинарные исторические исследования в области взаимодействия австралийских аборигенов и жителей островов Торресова пролива с некоренными народами и европейскими завоевателями. Считается ведущим журналом в своей области.

## Краткая история
Журнал был основан в 1977 году научным обществом Aborigional History Inc., которое входит в состав Австралийского национального университета в Канберре. Сооснователем и первым главным редактором издания стала австралийская учёная-антрополог и историк, родившаяся в Канаде, Дайана Барвик. Начиная с 2004 года, когда Австралийский национальный университет перешёл на новую модель и стал публиковать свои книги в открытом доступе, на него был переведён и сам журнал. С 2006 года соиздателем выступает ANU Press, основное университетское издательство. Ныне публикуется с периодичностью раз в год. Главными редакторами являются профессора Кристал Маккиннан из Мельбурнского королевского технологического университета и Бен Сильверстайн из Австралийского национального университета.

## Специализация
Основной специализацией журнала является исследование культуры аборигенов Австралии и островов Торресова пролива. Он охватывает различные области знаний — искусство, религию, культуру, языкознание, а также историю народов, в том числе и устную. Помимо этого в журнале выходят биографии выдающихся представителей народов и архивные исследования. Он также публиковал ранние рукописи и исследования в области лингвистики и антропологии, права и географического расселения народов. Журнал порой выступает с критической позиции о современном состоянии австралийских аборигенов и их культуры.
Считается ведущим изданием в своей области знаний.